# Délicate Balance
Ne doit pas être confondu avec A Delicate Balance.
Délicate Balance (A Delicate Balance) est une pièce de théâtre en trois actes d’Edward Albee présentée pour la première fois à Broadway, au Martin Beck Theatre le 22 septembre 1966. La distribution originale se compose de Hume Cronyn (Tobias), Rosemary Murphy (Claire), Jessica Tandy (Agnes), Henderson Forsythe (Harry), Carmen Mathews (Edna) et Marian Seldes (Julia) dans une mise en scène d'Alan Schneider.

## Argument
Agnes et Tobias, couple de banlieusards à l'aise, hébergent dans leur foyer Claire, la sœur alcoolique d'Agnes. La vie de la maisonnée est perturbée par l'apparition soudaine de Harry et Edna, des amis de la famille qui, esseulés et anxieux, demandent de rester avec eux pour échapper à une terreur qu'ils sont incapables d'identifier. Peu après, Julia, la fille de 36 ans d'Agnes et Tobias, vient trouver refuge dans la maison de ses parents après l'échec de son quatrième mariage.

## Prix et distinctions
Gagnant:
- 1967: Prix Pulitzer de la meilleure pièce de théâtre

Nomination :
- 1967: Tony Award de la meilleure pièce de la meilleure pièce de théâtre (le gagnant du Tony Award cette année-là est Le Retour (The Homecoming) de Harold Pinter, pièce qui partage plusieurs liens thématiques et stylistiques avec Délicate Balance).

## Adaptation au cinéma
- 1973 : A Delicate Balance, film canado-britannico-américain réalisé par Tony Richardson, avec Katharine Hepburn (Agnes), Paul Scofield (Tobias), Lee Remick (Julia), Kate Reid (Claire), Joseph Cotten (Harry) et Betsy Blair (Edna)